# Ribnitz-Damgarten Ost
Ribnitz-Damgarten West (niem. Bahnhof Ribnitz-Damgarten Ost) – stacja kolejowa w Ribnitz-Damgarten, w kraju związkowym Meklemburgia-Pomorze Przednie, w Niemczech, w dzielnicy Damgarten. Została otwarta w 1886 roku na linii Stralsund – Rostock. Budynek dworcowy jest obecnie obiektem zabytkowym. Według DB Station&Service ma kategorię 6.

## Stacja
Stacja Ribnitz-Damgarten Ost znajduje się w dzielnicy Damgarten, od centrum którego znajduje się około kilometr na południowy zachód. Ribnitz-Damgarten West znajduje się około czterech kilometrów na zachód. 

## Linie kolejowe
- Linia Stralsund – Rostock
- Linia Stralsund – Ribnitz-Damgarten Ost - nieczynna, zlikwidowana

## Połączenia
| Linia | Trasa | Takt                                                          |
| ----- | --- | ------------------------------------------------------------- |
| RE 9  | Hanse-Express Rostock – Ribnitz-Damgarten West – Ribnitz-Damgarten Ost – Velgast – Stralsund – Bergen – Lietzow – Sassnitz / Binz | 120 min (Rostock–Stralsund) 060 min (Stralsund–Sassnitz/Binz) |